# Wysoczyzna Ziębicka
Wysoczyzna Ziębicka – mikroregion w południowo-zachodniej Polsce, na Śląsku, w południowej części Wzgórz Niemczańsko-Strzelińskich.

## Położenie
Leży na północ od Pradoliny Nysy, na północy graniczy ze Wzgórzami Niemczańskimi i Strzelińskimi oraz niewielką Kotliną Henrykowską, od zachodu opada ku Obniżeniu Ząbkowickiemu.

## Opis
Jest to mocno pofalowana wysoczyzna, poprzecinana głębokimi dolinami dopływów Nysy Kłodzkiej i Budzówki. Zbudowana jest z osadów trzeciorzędowych.